# Саммит G-20 в Гамбурге (2017)
Саммит G-20, 12-й саммит лидеров стран «Группы 20», который проходил 7—8 июля 2017 года в Hamburg Messe в Гамбурге (Германия).
Канцлер Ангела Меркель сформулировала три основные задачи, стоявшие перед участниками саммита: усиление устойчивости мира к вызовам, обеспечение стабильности развития, а также повышение ответственности при принятии решений.

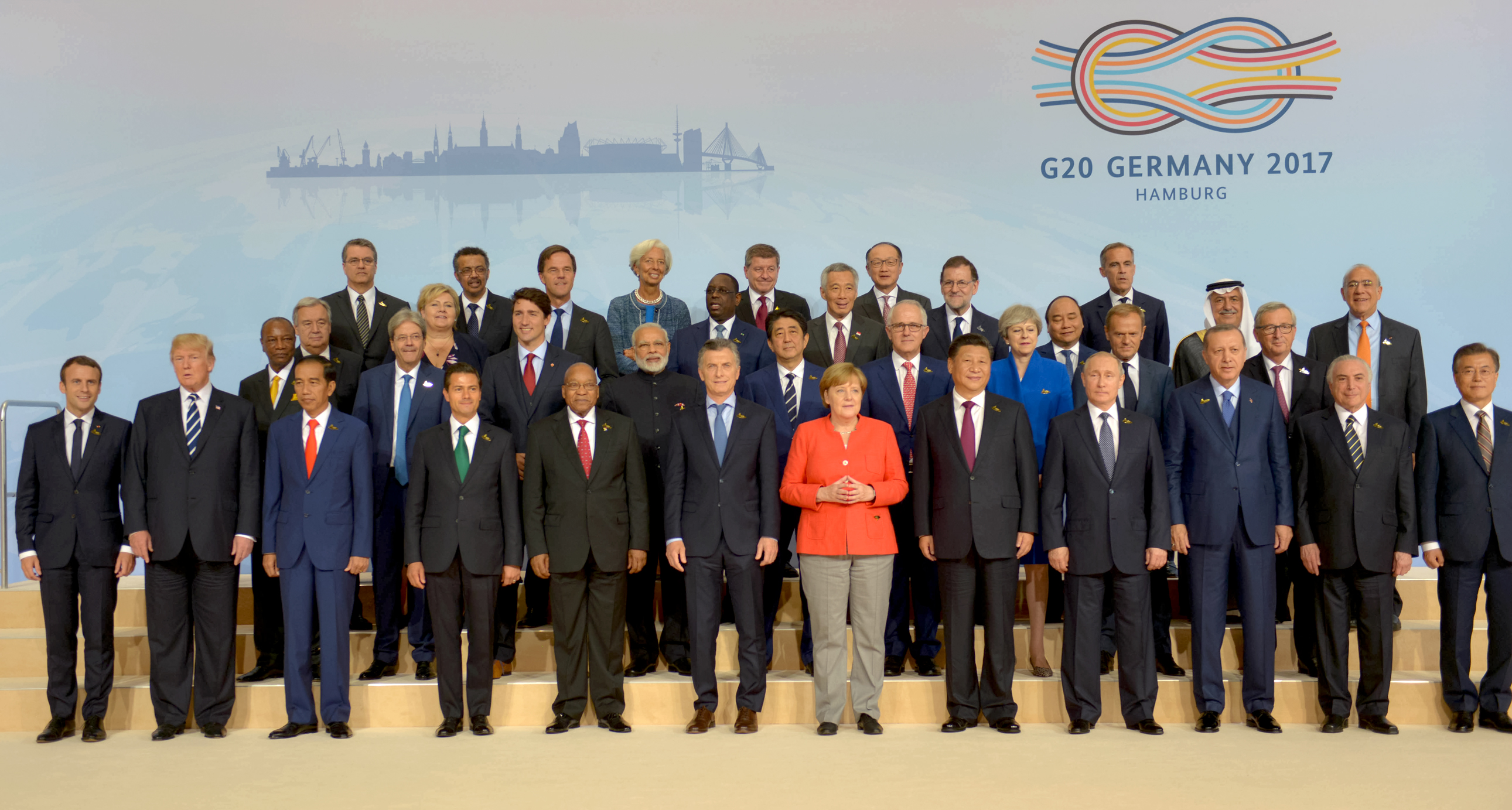
Групповое фото лидеров

Логотипом саммита послужило изображение прямого (или воровского) узла.

## Участники саммита

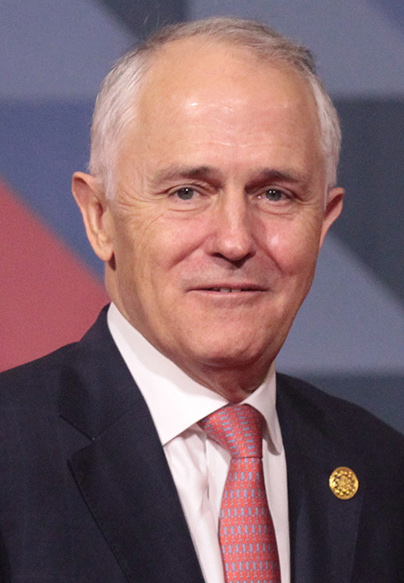
Австралия Малкольм Тернбулл, Премьер-министр
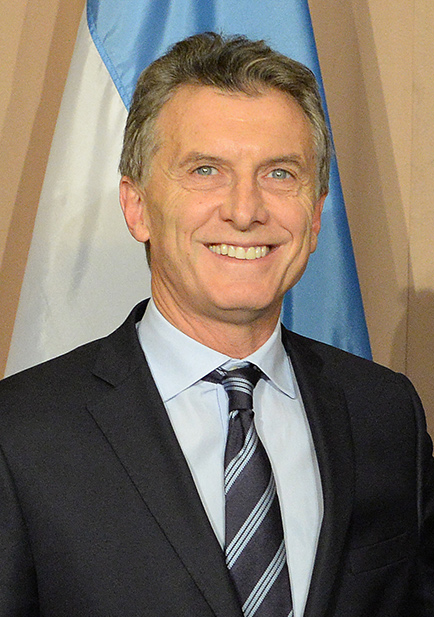
Аргентина Маурисио Макри, Президент
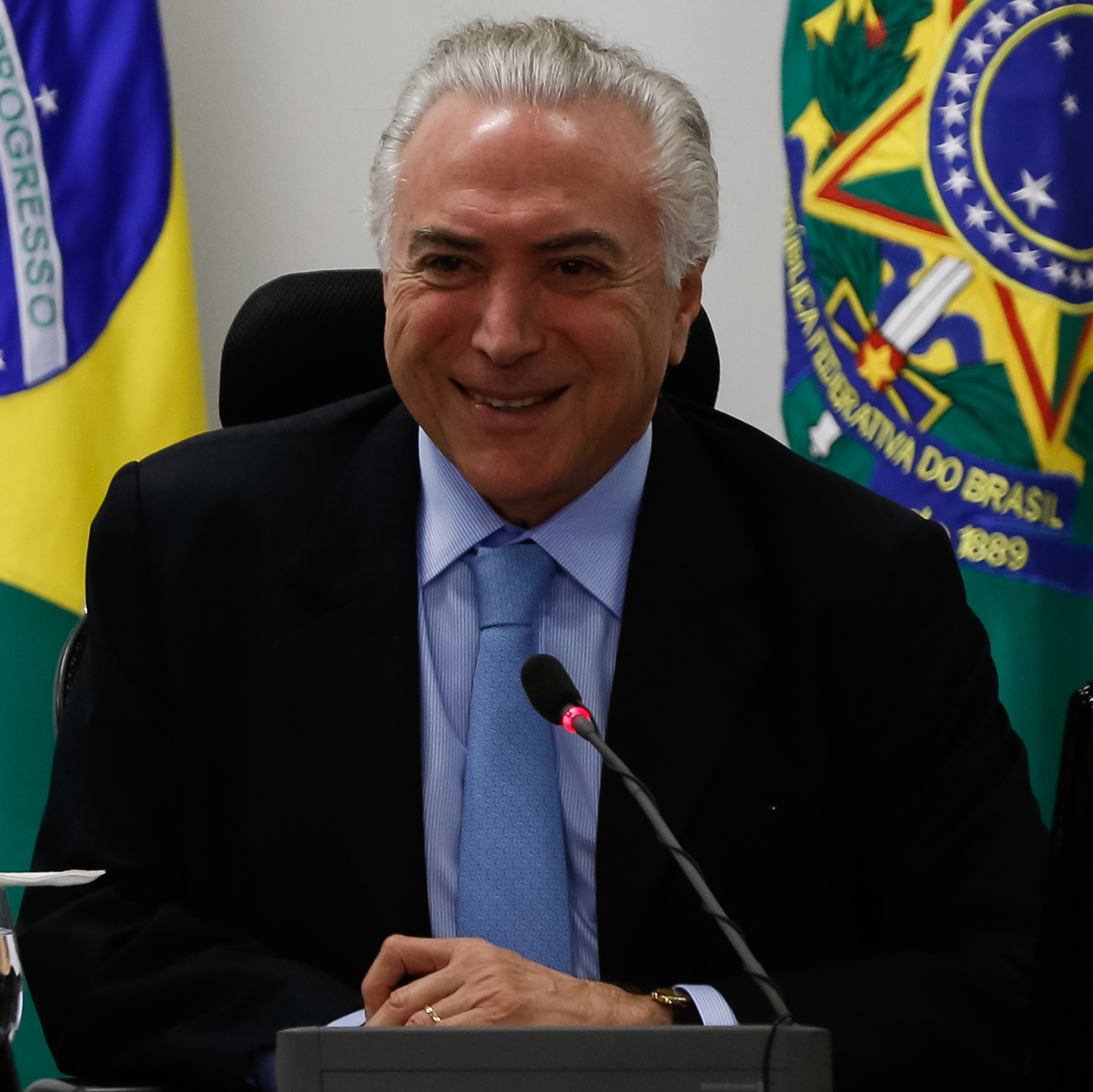
Бразилия Мишел Темер, Президент
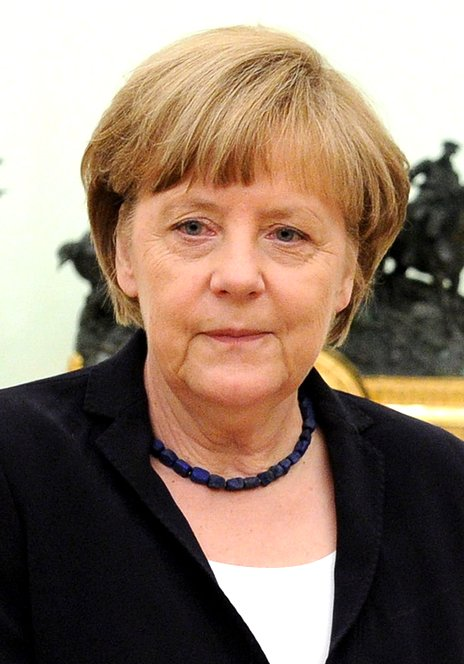
Германия Ангела Меркель, Канцлер («Хозяйка» саммита)
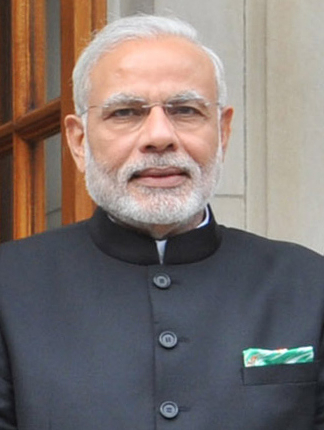
Индия Нарендра Моди, Премьер-министр
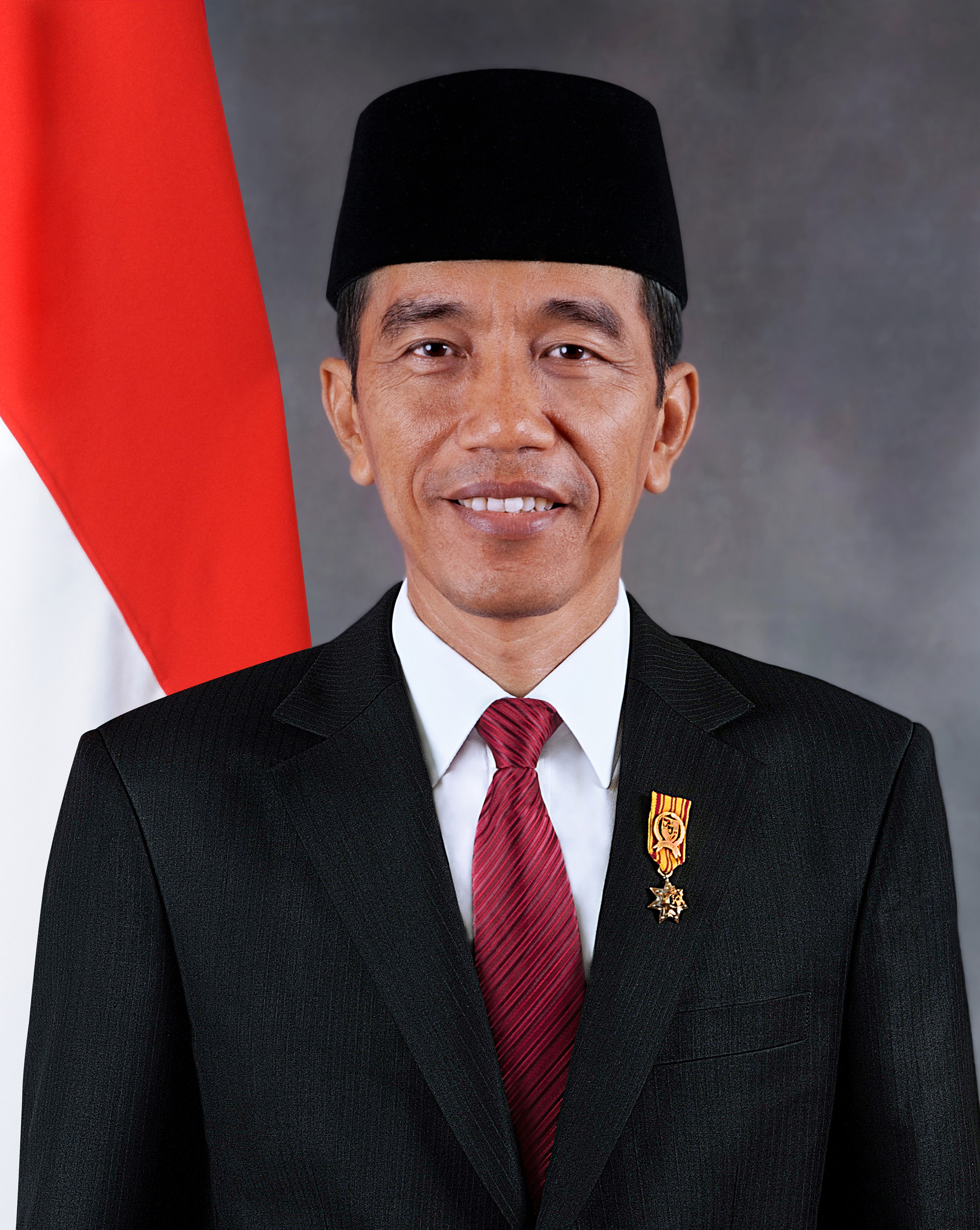
Индонезия Джоко Видодо, Президент
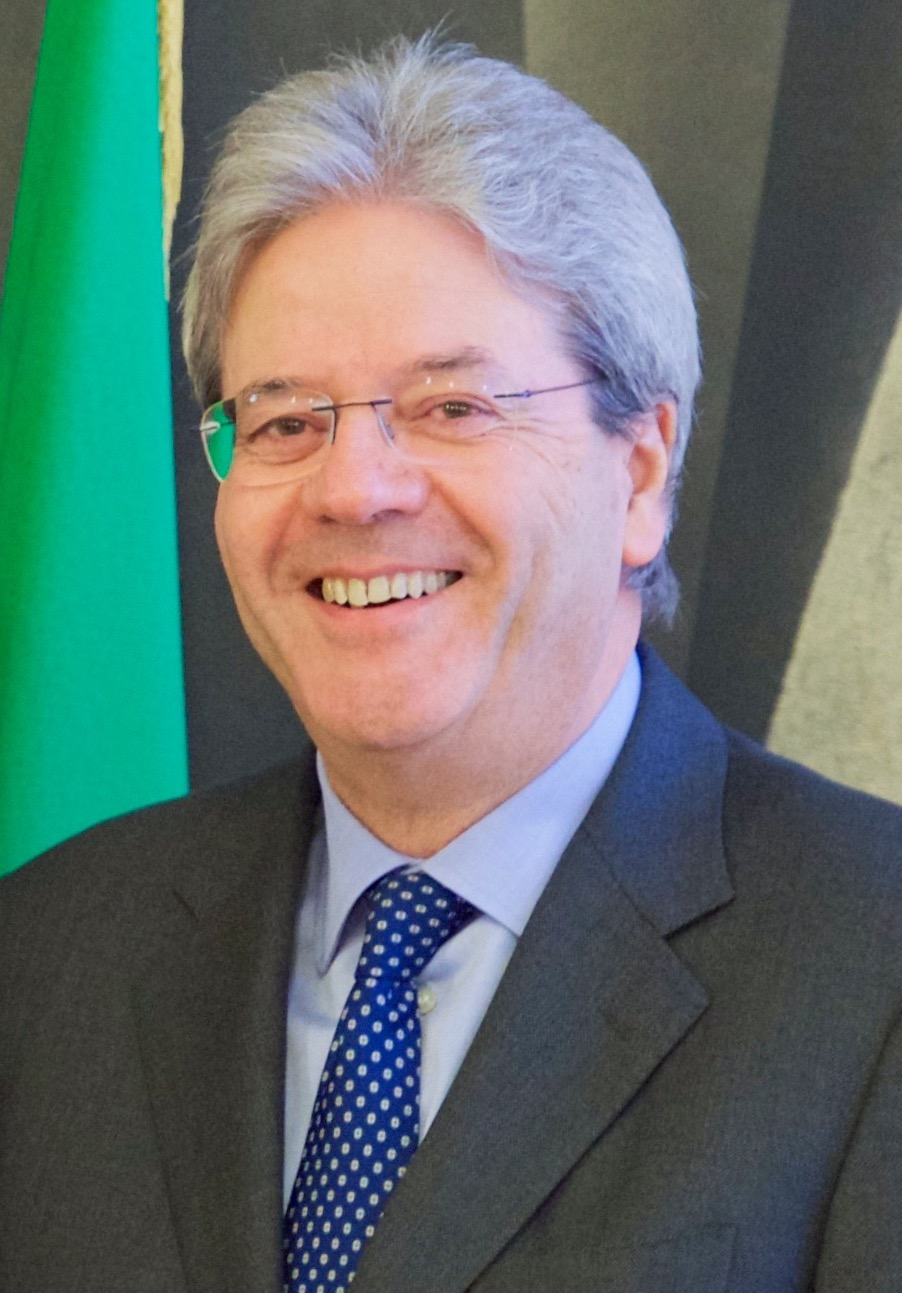
Италия Паоло Джентилони, Премьер-министр
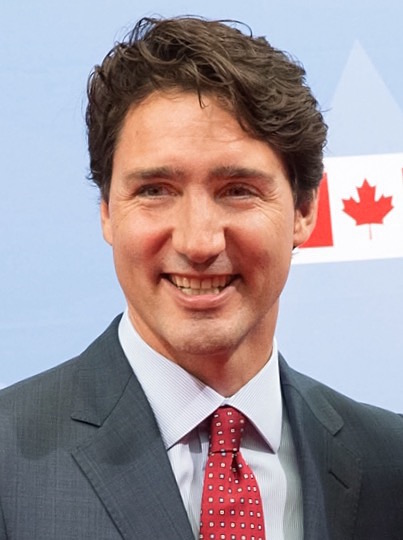
Канада Джастин Трюдо, Премьер-министр
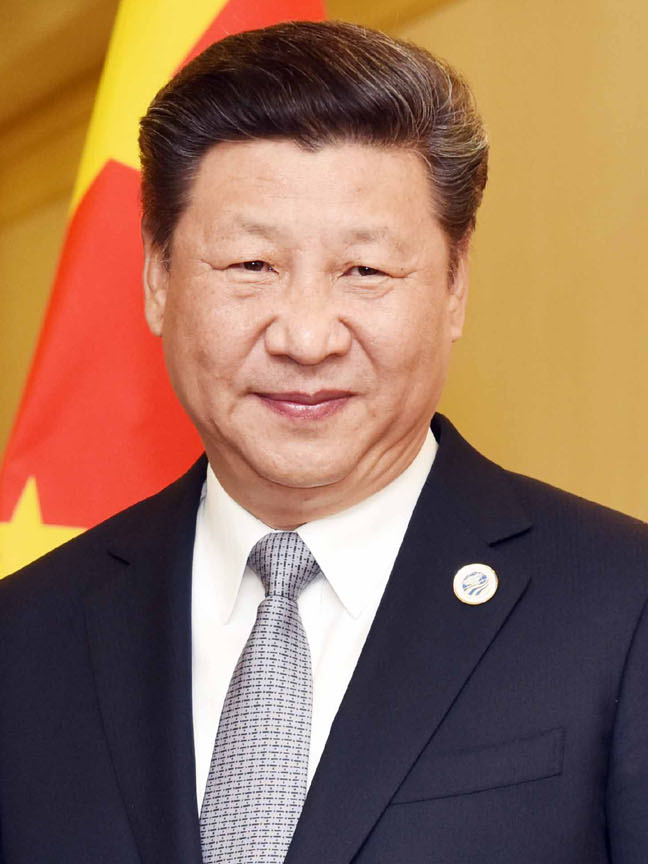
Китай Си Цзиньпин, Председатель
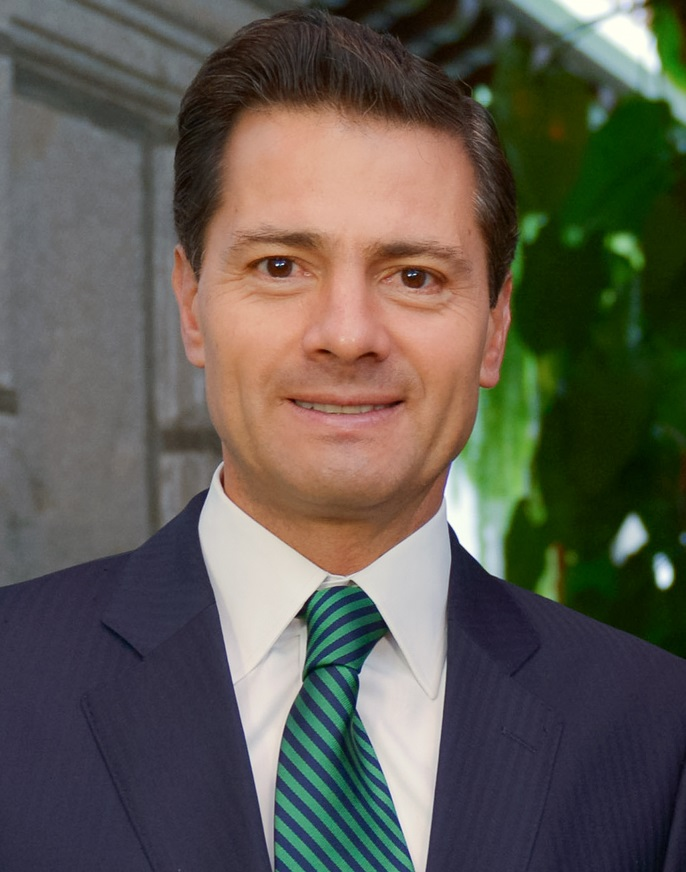
Мексика Энрике Пенья Ньето, Президент
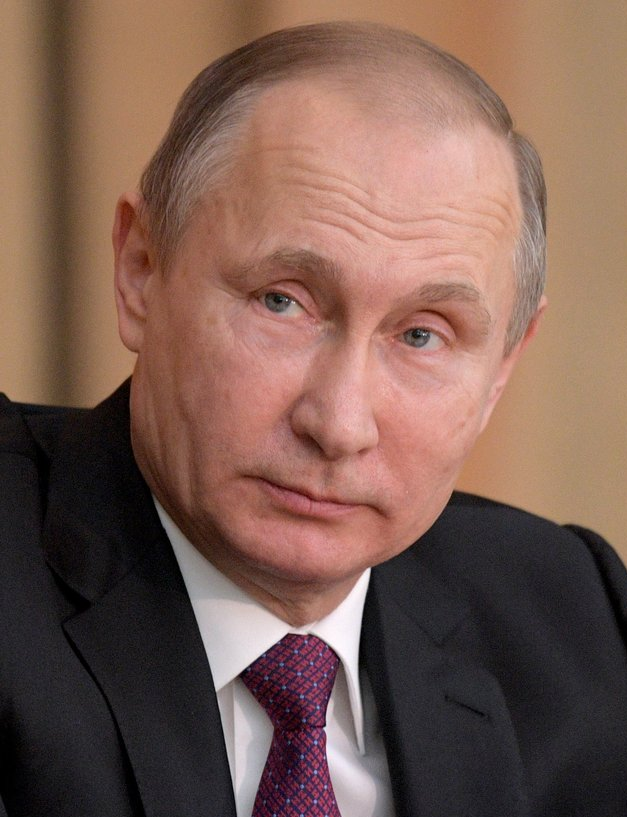
Россия Владимир Путин, Президент
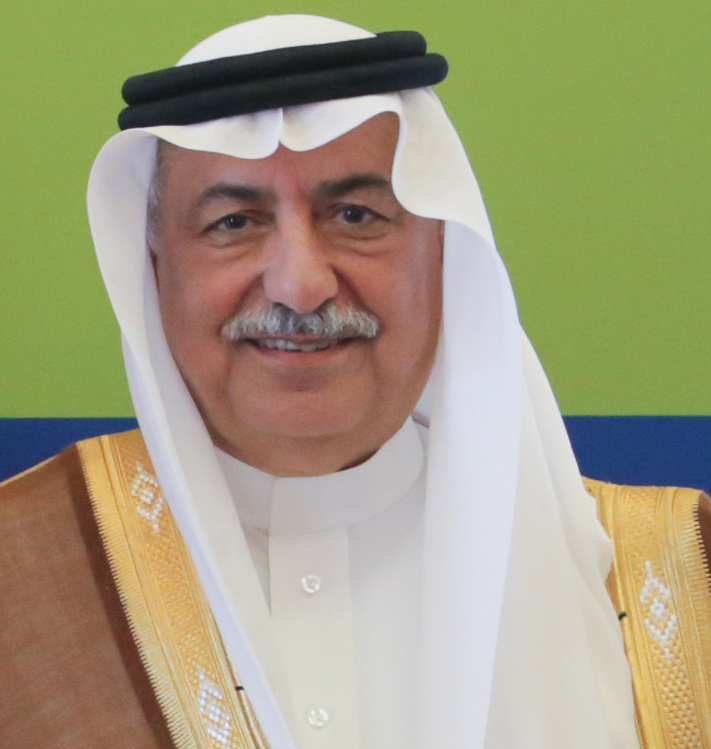
Саудовская Аравия Ибрагим Абдулазиз Ал-Ассаф, Государственный министр
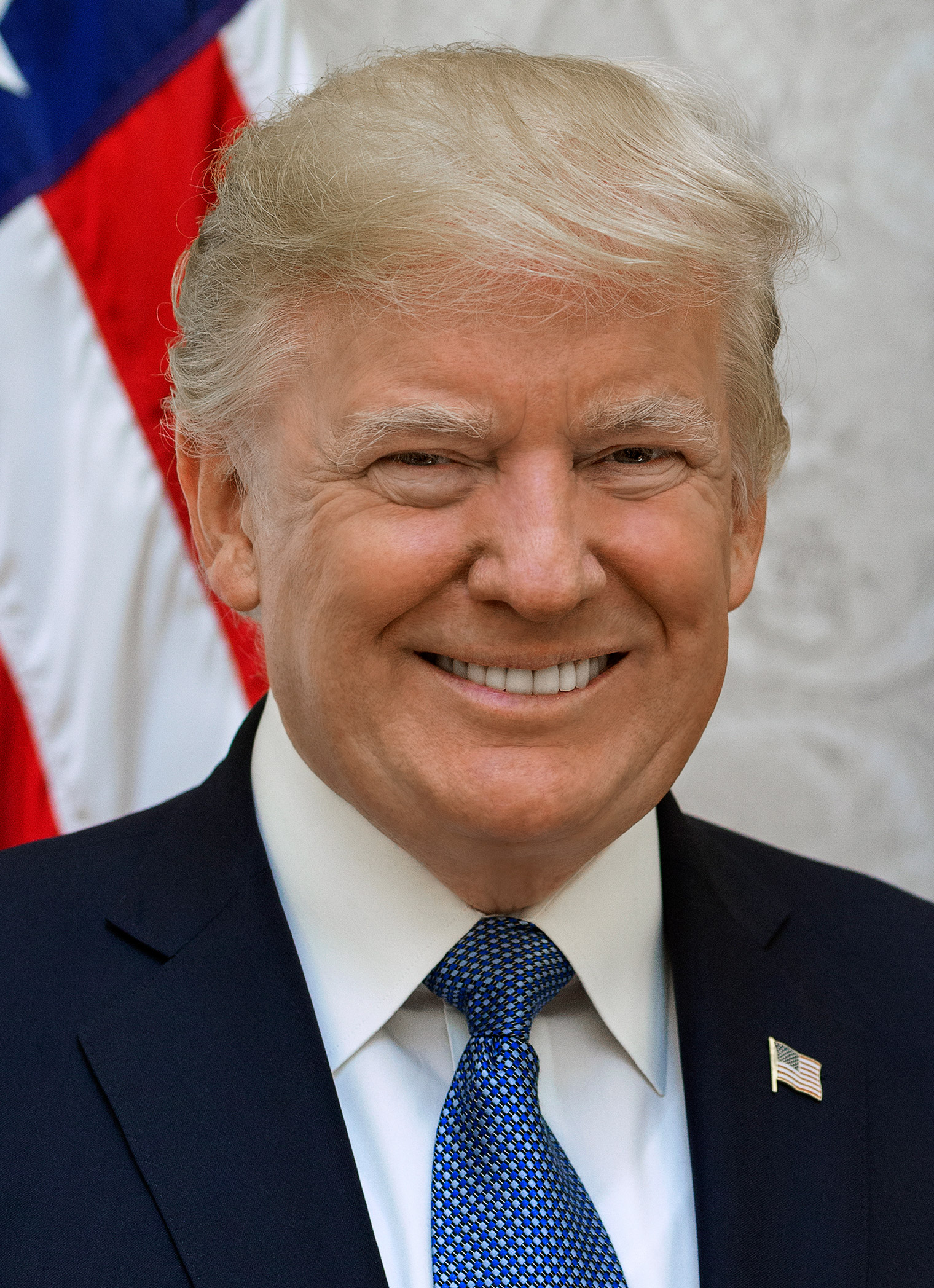
США Дональд Трамп, Президент
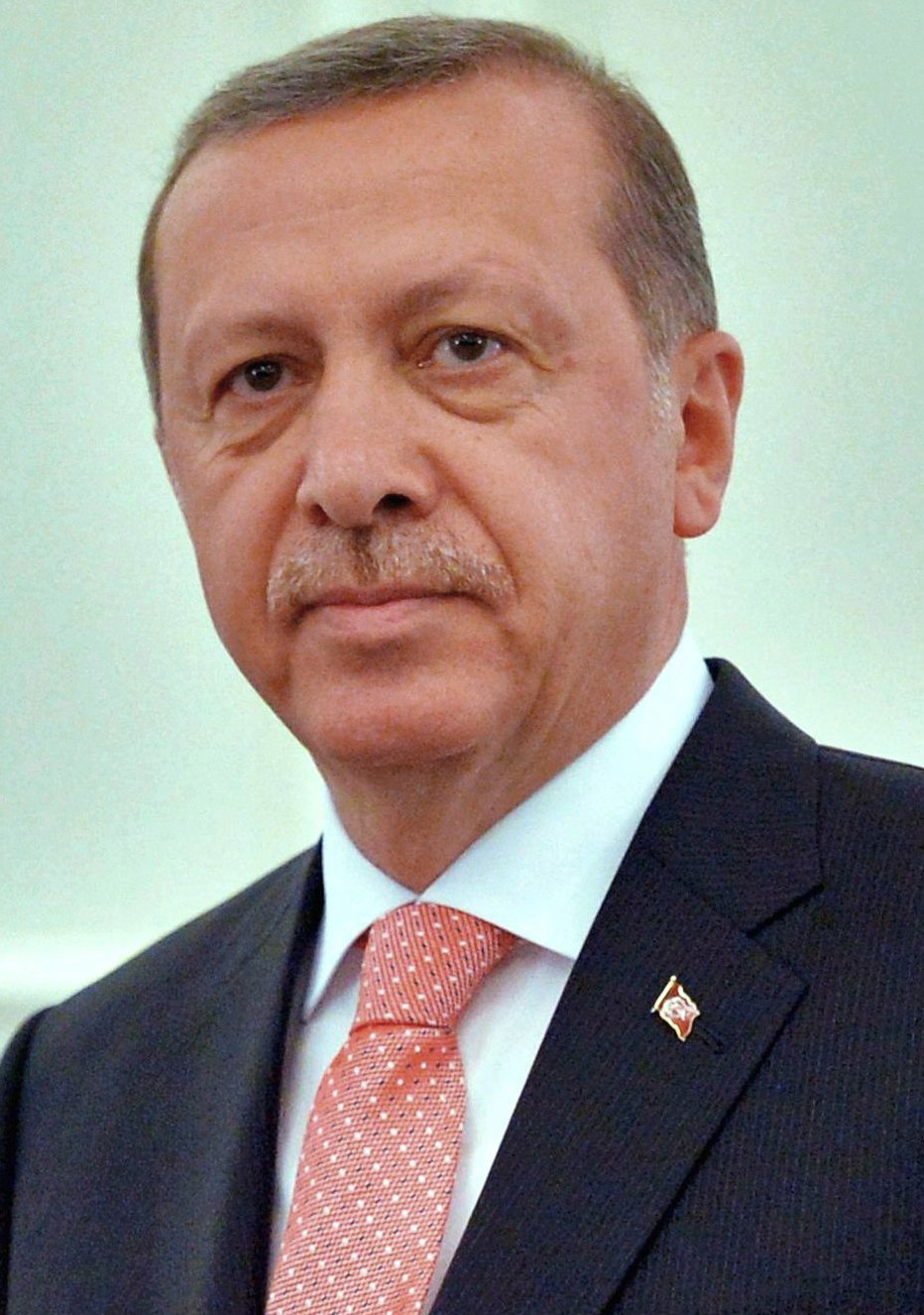
Турция Реджеп Эрдоган, Президент
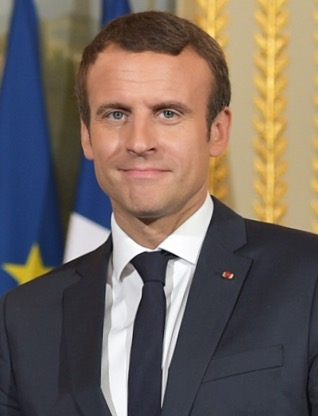
Франция Эмманюэль Макрон, Президент
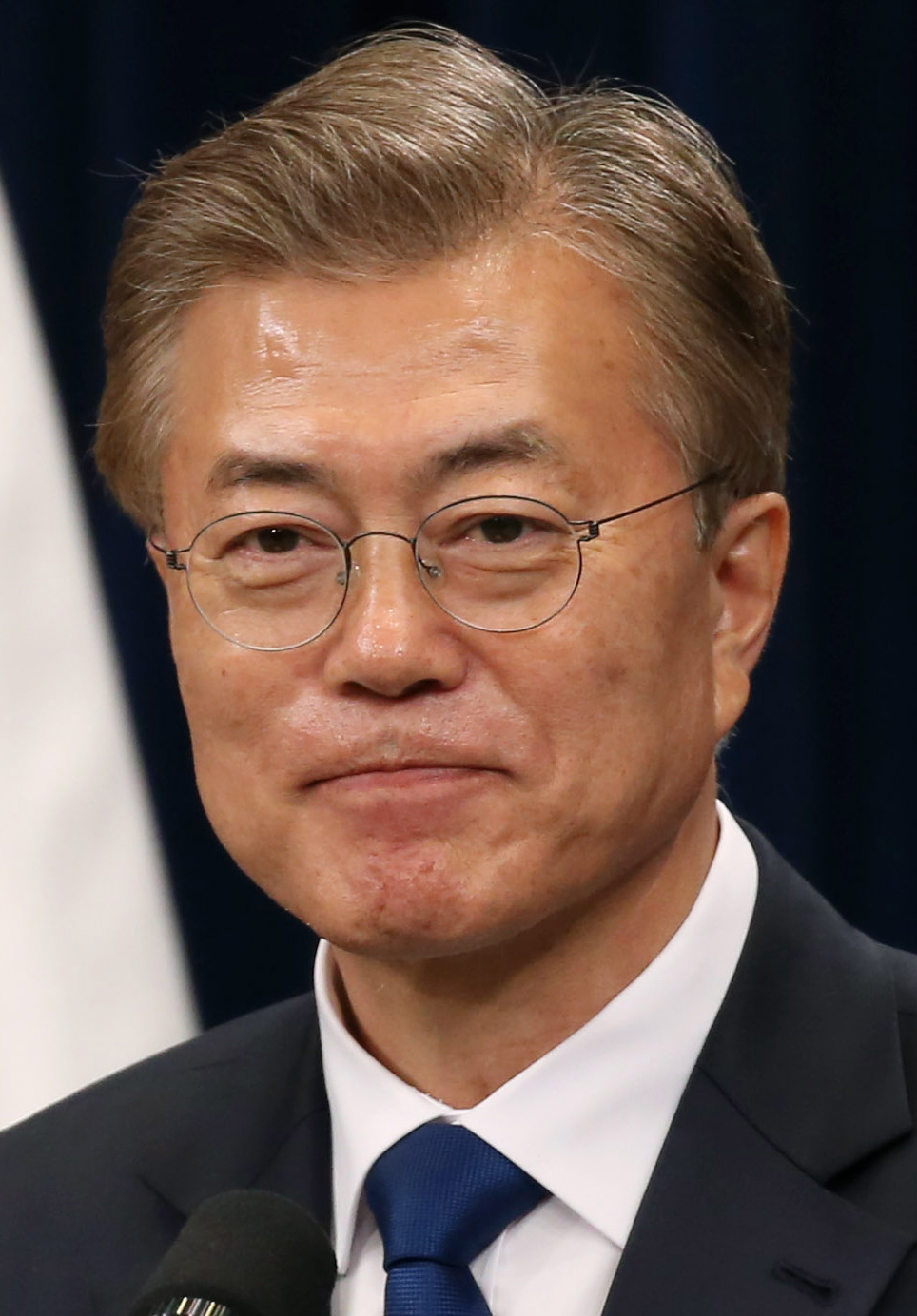
Республика Корея Мун Чжэ Ин, Президент
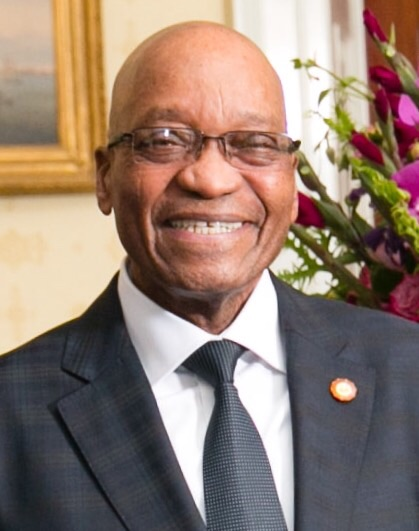
Южно-Африканская Республика Джейкоб Зума, Президент ЮАР
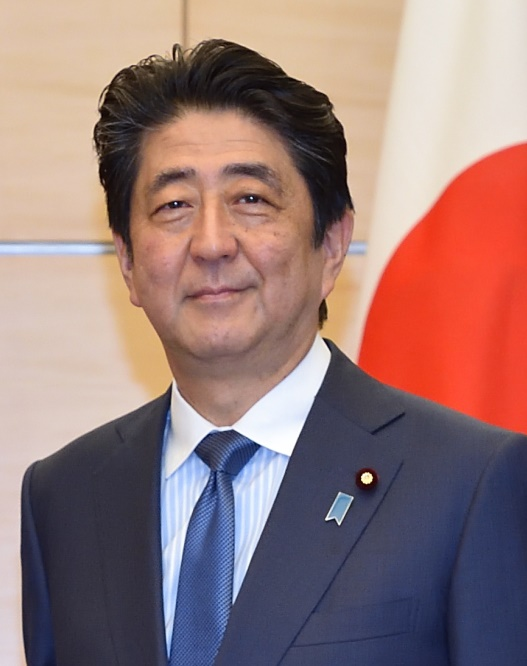
Япония Синдзо Абэ, Премьер-министр
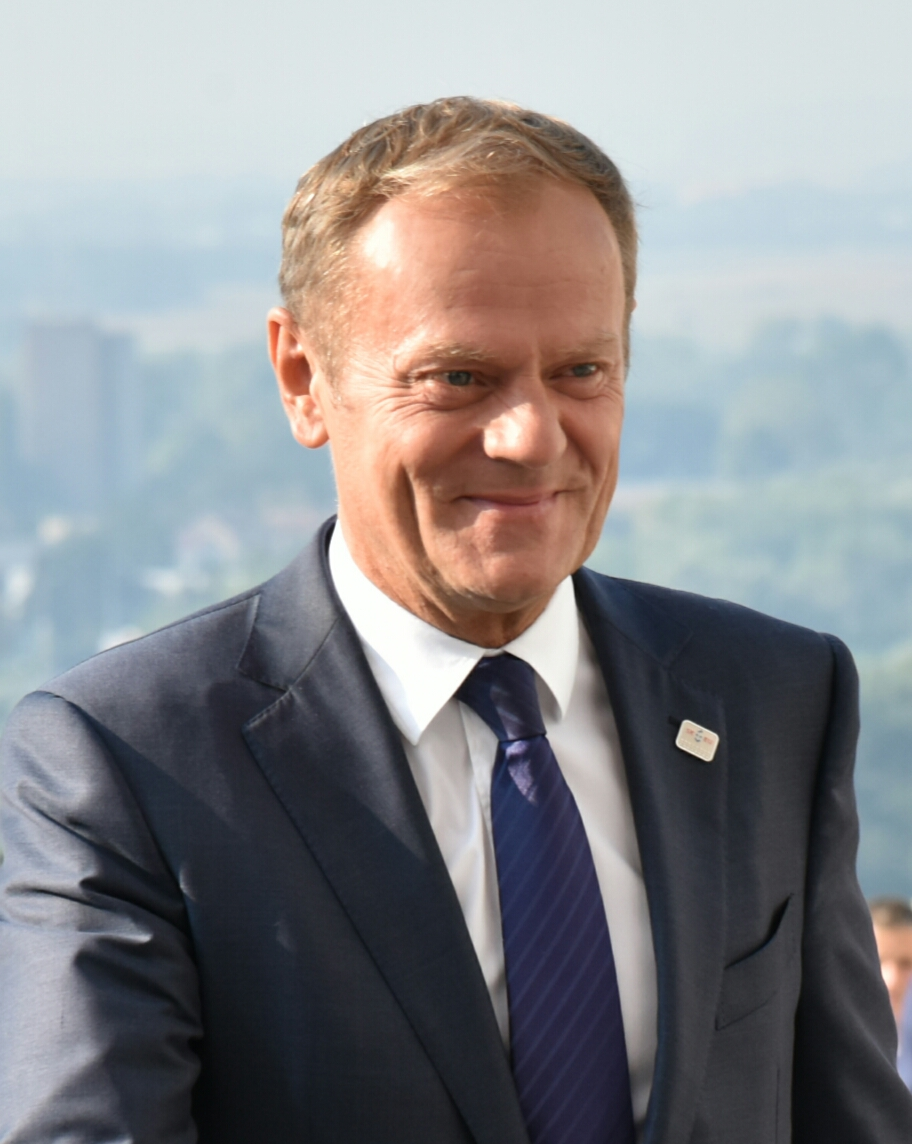
Дональд Туск, Председатель Европейского совета
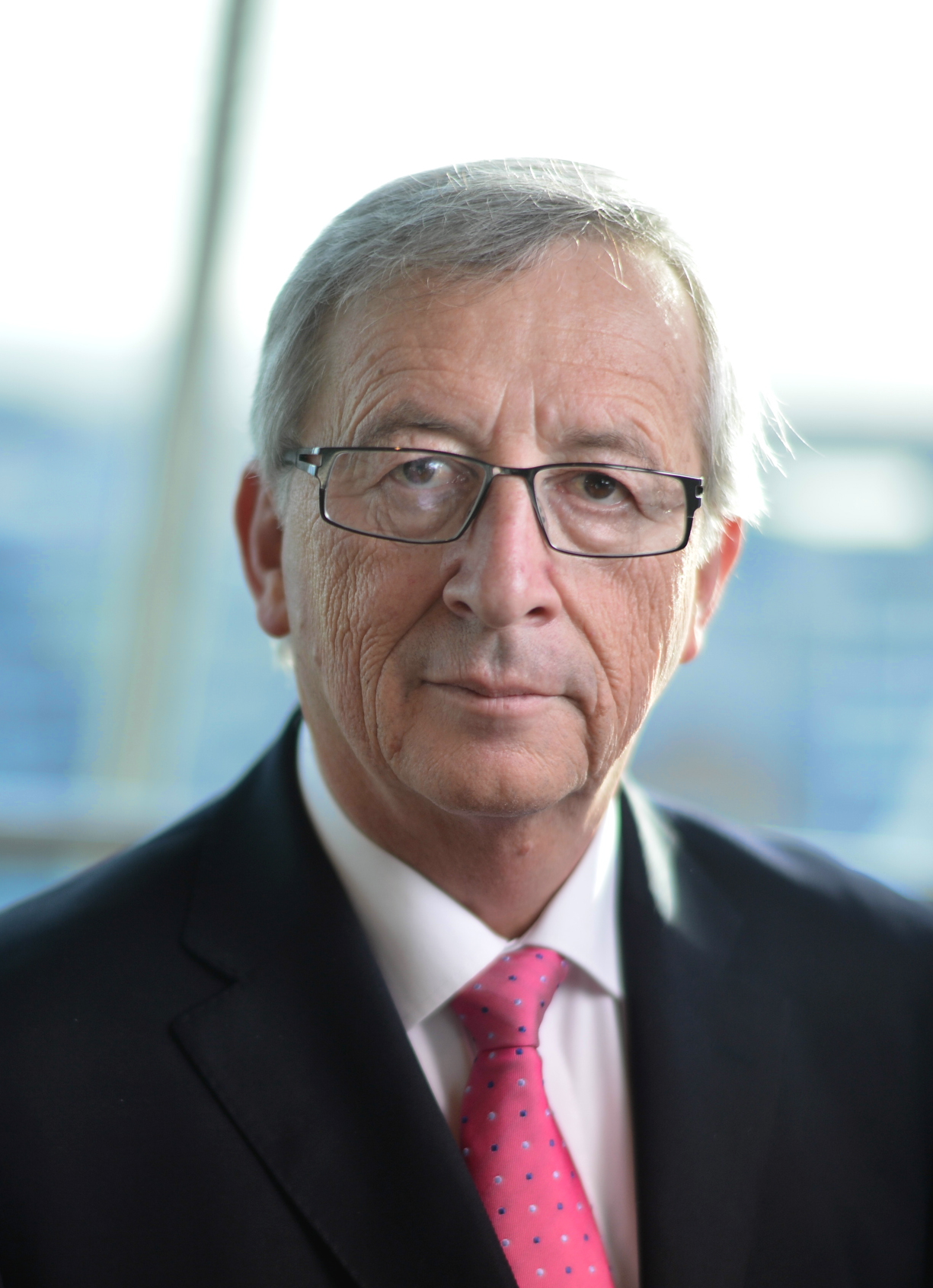
Жан-Клод Юнкер, Председатель Европейской комиссии

### Приглашены в качестве гостей

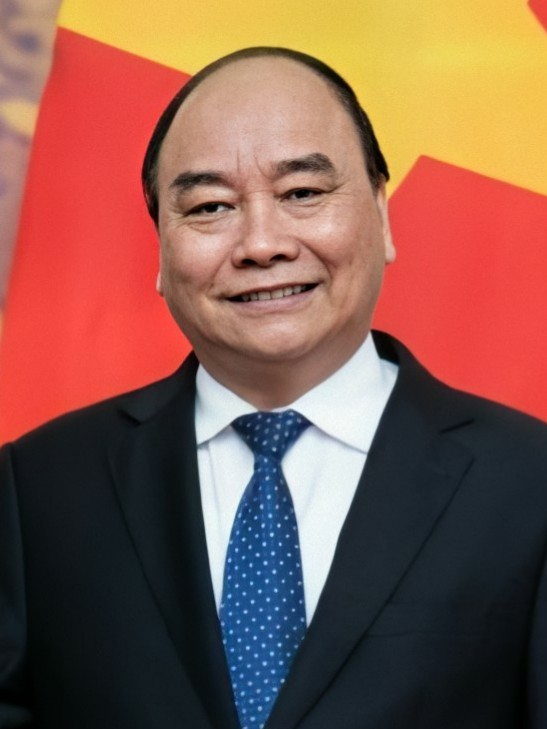
VNM Нгуен Суан Фук, Премьер-министр, от АТЭС
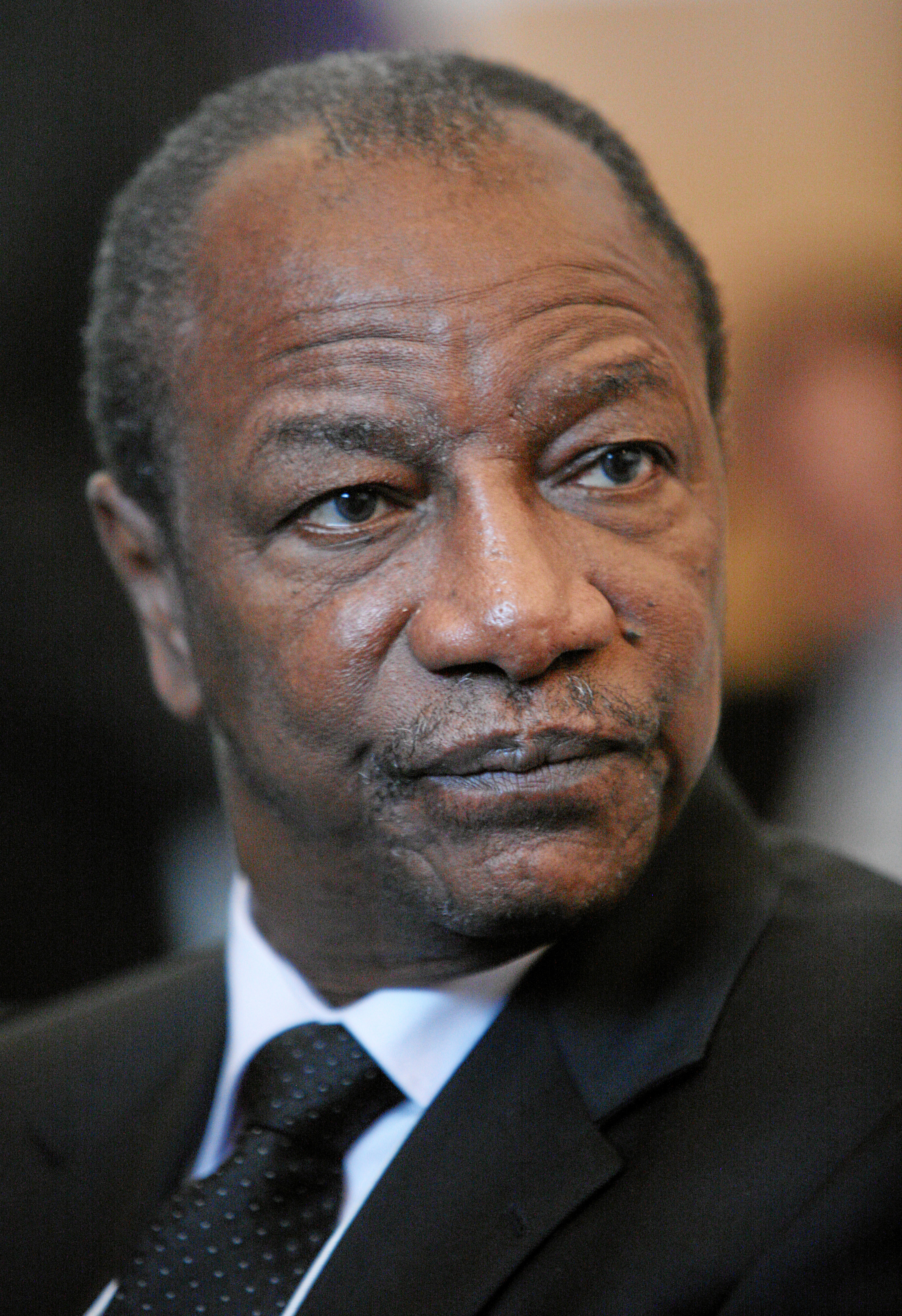
GIN Альфа Конде, Президент, 2017 председательствующий Африканского союза
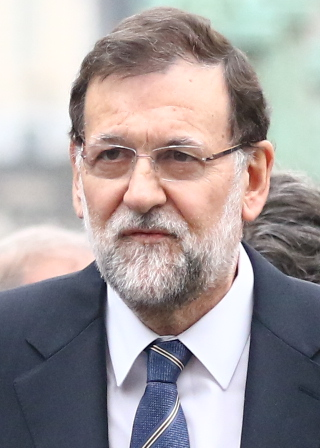
ESP Мариано Рахой, Премьер-министр,
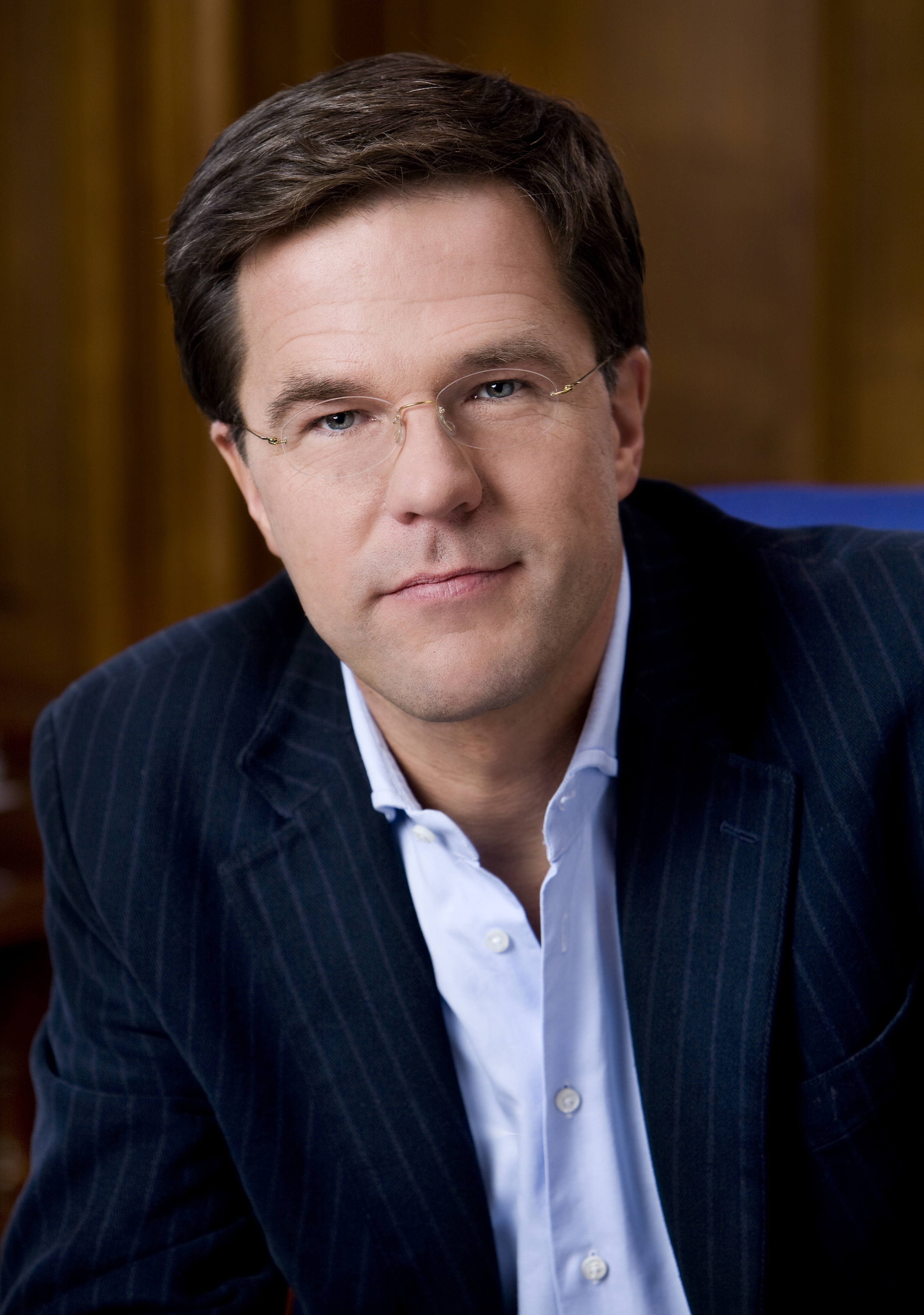
NLD Марк Рютте, Премьер-министр,
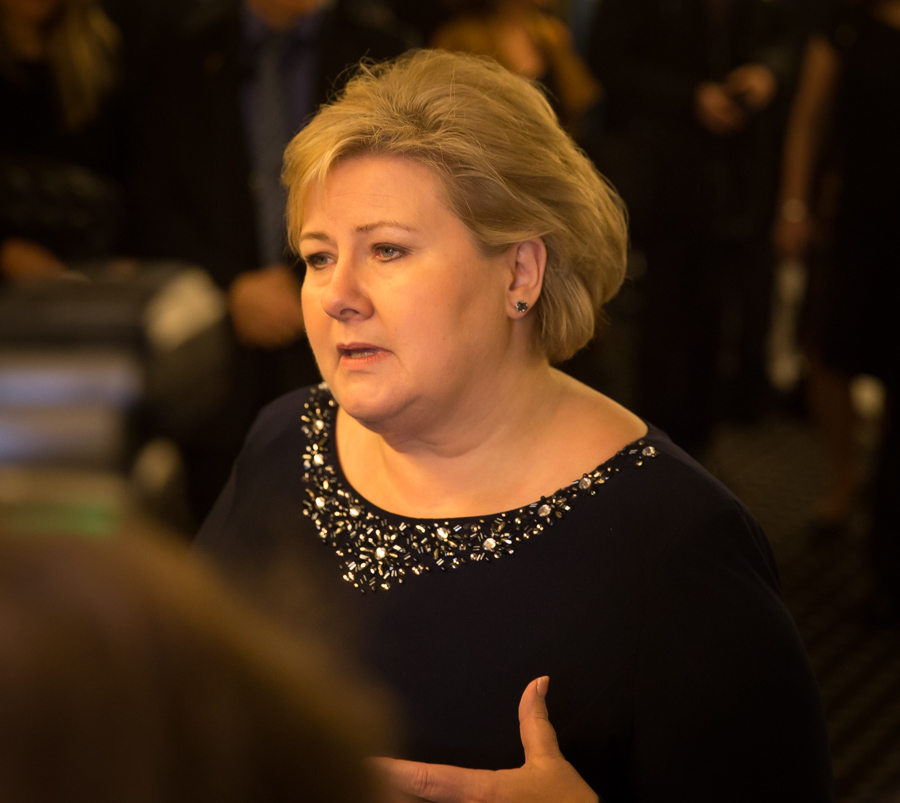
NOR Эрна Сульберг, Премьер-министр,
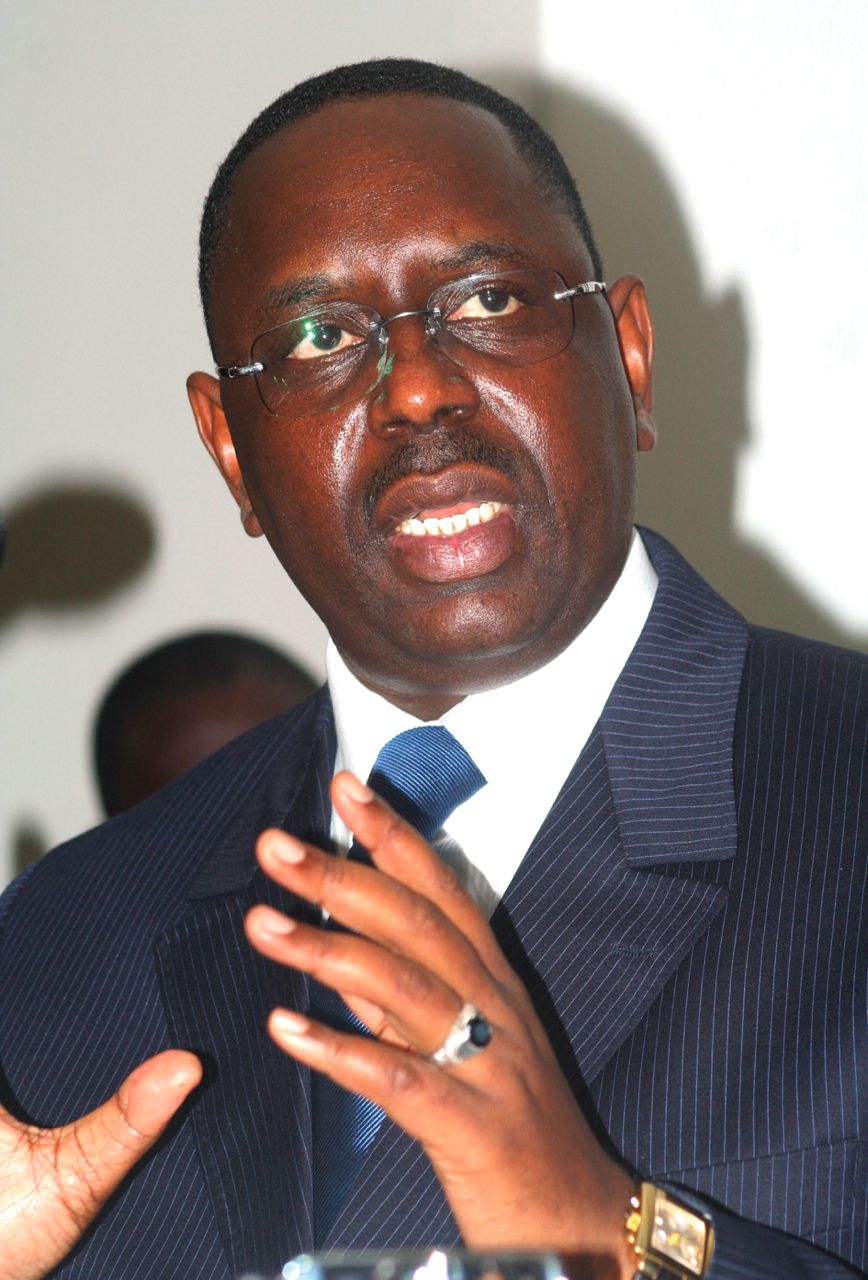
SEN Маки Саль, Президент, президент организации Новое партнерство для развития Африки
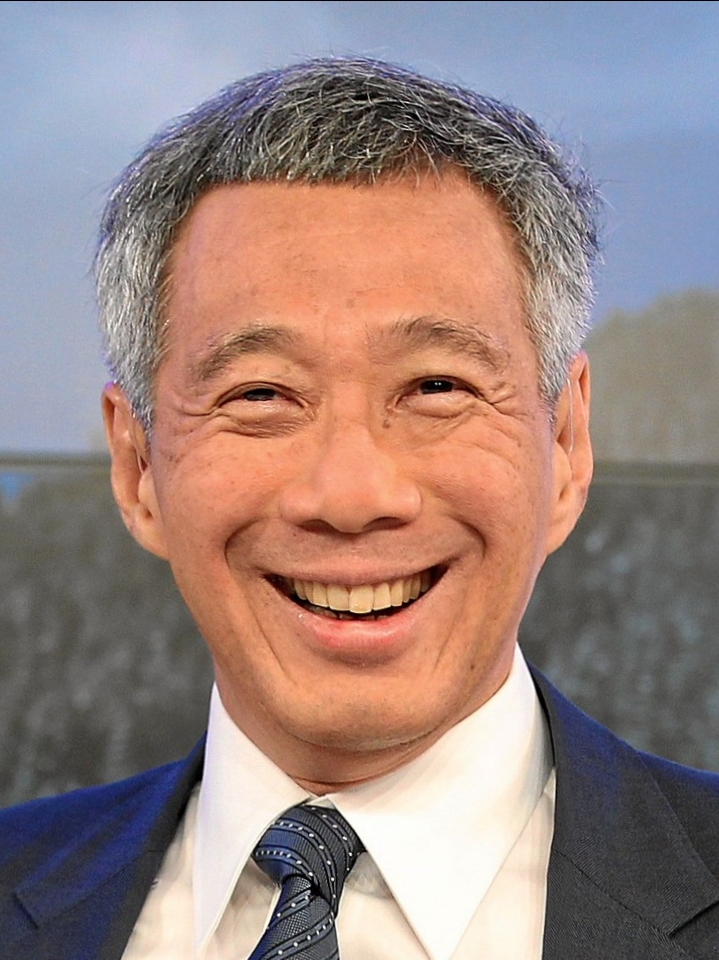
SGP Ли Сяньлун, Премьер-министр,

- Вьетнам
Нгуен Суан Фук, Премьер-министр, от АТЭС
- Гвинея
Альфа Конде, Президент, 2017 председательствующий Африканского союза
- Испания
Мариано Рахой, Премьер-министр,
- Нидерланды
Марк Рютте, Премьер-министр,[1][2]
- Норвегия
Эрна Сульберг, Премьер-министр,[2]
- Сенегал
Маки Саль, Президент, президент организации Новое партнерство для развития Африки
- Сингапур
Ли Сяньлун, Премьер-министр,[2][3]

### Отказы от участия
В конце июня 2017 года администрация президента Бразилии заявила, что глава южноамериканского государства Мишел Темер не примет участие в саммите G-20. Визит Темера в Гамбург был отменён на фоне произошедшего в Бразилии коррупционного скандала. Выдвинутое против президента Бразилии обвинение в «пассивной коррупции» рассмотрит Верховный суд страны. Позже Темер всё же решил прибыть на саммит.
3 июля 2017 года от участия в саммите G-20 отказался король Саудовской Аравии Салман ибн Абдул-Азиз Аль Сауд, вместо которого крупнейшее государство Аравийского полуострова в Гамбурге представляли ряд министров. Причиной отказа стал кризис вокруг Катара, по другим данным — антироссийские высказывания сына короля, наследного принца Мухаммеда.

### Переговоры Путина и Трампа

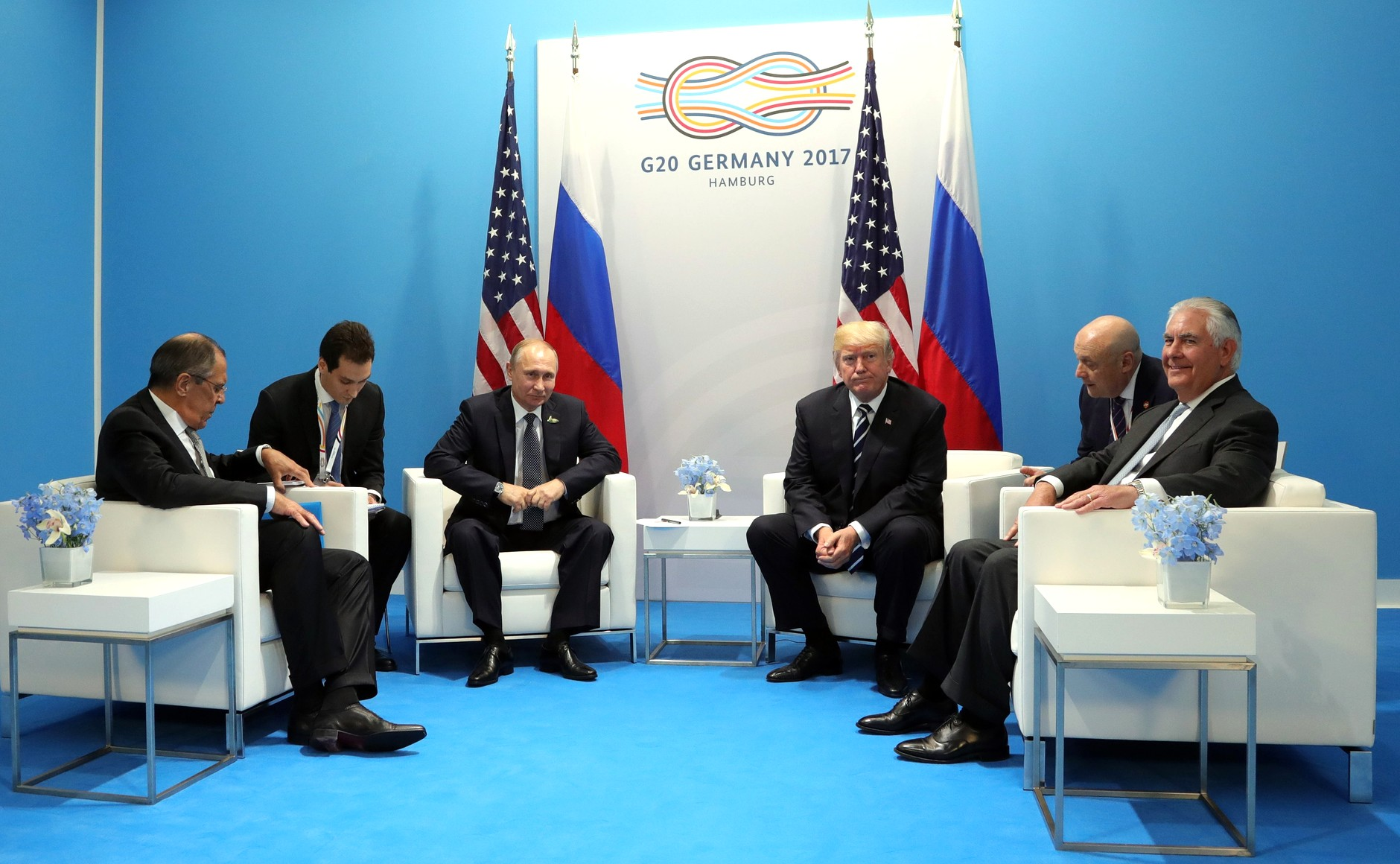
Официальные переговоры В. Путина и Д. Трампа в сопровождении С. Лаврова и Р. Тиллерсона. 7 июля 2017

Одним из событий саммита стала первая встреча президентов России и США. Утром 7 июля Трамп рассказал в своем Twitter, что с нетерпением ждёт переговоров, в том числе и с Владимиром Путиным. Через несколько часов главы государств встретились в кулуарах, и впервые пожали друг другу руки, что стало темой номер один во многих мировых СМИ. На официальных переговорах, состоявшихся позже, президент США заявил, что для него большая честь находиться рядом с Путиным, а российский лидер — что очень рад этой встрече и надеется на её результативность. Дальнейший обмен мнениями в закрытом режиме вместе с главами внешнеполитических ведомств занял 2 часа 15 минут. Обсуждались предполагаемое вмешательство России в американские выборы, конфликты на Украине и в Сирии, международный терроризм, ситуация вокруг ракетно-ядерной программы КНДР, и ряд других вопросов, включая проблемы в двусторонних отношениях. Спустя 1,5 недели выяснилось, что президенты провели ещё одну беседу во время ужина, который был организован для глав государств с супругами. Трамп покинул своё место и занял кресло рядом с Путиным. После обрушившейся на него критики, Трамп написал в Твиттере: «История лживых СМИ о „секретном ужине“ с Путиным на G20 — отвратительна. Все лидеры стран G20 и их супруги были приглашены канцлером Германии! Пресса знала об этом!». Перед этим Путин сидел вместе с Меланией Трамп.

### Беспорядки и протесты
В ходе саммита в Гамбурге проходили беспрецедентные по масштабу акции протестов антиглобалистов. Первый день саммита начался с беспорядков в западной части города: в небе барражировали вертолёты, на земле выли сирены, общественный транспорт ходил с перебоями. Власти не перекрыли центр города под нужды «двадцатки», но движение пешеходов все равно было затруднено из-за кортежей. Активисты заблокировали важный транспортный узел в порту Гамбурга. Демонстранты использовали петарды, файеры, коктейли Молотова, были подожжены автомобили. Пострадали сотни полицейских и демонстрантов, в городе нарушено транспортное сообщение, многие магазины и учреждения были на время закрыты. Сотрудники правоохранительных органов применили против демонстрантов водомёты и слезоточивый газ.
В Гамбурге подожгли автосалон Porsche..
Чтобы обеспечить максимально возможную защиту первых лиц государств «двадцатки», в Гамбург были переброшены около 20 тысяч полицейских. Беспорядки не позволили первой леди США Мелании Трамп присоединиться к программе мероприятий для супругов лидеров стран G20.